# Športsko društvo gluhih Silent Zagreb
Športsko društvo gluhih Silent (ŠDG Silent) je športsko društvo gluhih osoba iz Zagreba.
Djeluje od 1949. godine.
Športski odjeljci ovog društva su:
- badminton
- košarka
- curling
- kuglanje
- mali nogomet
- nogomet
- planinarsko-orijentacijski
- plivanje
- rukomet
- stolni tenis
- streljaštvo
- šah
- tenis
- laka atletika